# Бећар танц
Бећар танц (мађ. Betyár tánc) је мађарска игра. Игра се у мушко-женским паровима.

## О игри
Игра се у паровима. Парови се постављају у два наспрамна ланца. Играчица стоји десно од играча, лицем у истом правцу. Играч држи играчицу десном руком око паса, плесачица му ставља леву руку на десно раме. Слободним рукама су подбочени. Играч и играчица су мало окренути једно према другом. Игра се одигра неколико пута у умереном темпу уз мелодију лаганог чардаша. После тога се прелази на мелодију брзог чардаша. Иста игра се онда изводи у много живљем ритму.

### Анализа игре
За време уводне мелодије играч и играчица стоје у месту. Постоје тактови који се понављају и који су тачно дефинисани. Прецизни су кораци за играча и за играчицу. Ту су заступљени поскоци који су често карактеристични за мађарске игре. Изводе се одсечно и ритмички врло одређено.

## Мађарске игре у Војводини
У Војводини је заступљена етничка шароликост овог дела Србије која подстиче очување традиционалне музике и игре сваке од тих заједница. Преко музике и игре најбоље се исказује различита етничка припадност. Раније су више биле заступљене обредне игре, а данас игре забавног карактера. Неке од ових игара биле су везане за старе обичаје и изводиле су се искључиво у одређеним приликама, са специјалном или мађијском функцијом, али се данас изводе сваком приликом. Мађарске игре су ведре, живе и веома темпараментне.

### Мађарски фолклорни центар у Војводини
Културна организација Мађарски фолклорни центар у Војводини основана је 1995. године са идејом да помогне напоре на очувању мађарске народне културе и традиције у Србији. Такође, организација подржава и културу других народа.